# روابط سریر مقدس و اسرائیل
روابط سریر مقدس و اسرائیل، از تاریخ ۱۵ ژوئن ۱۹۹۴ میلادی به صورت رسمی شکل گرفت که سریر مقدس کشور اسرائیل را برای نخستین‌بار به رسمیت شناخت و با اسرائیل روابط کامل دیپلماتیک برقرار کرد.

## دیدگاه دو کشور در رابطه با پیوس دوازدهم
پیوس دوازدهم در سال ۱۹۳۹ و هم‌زمان با آغاز جنگ جهانی دوم به مقام «پاپ اعظم» انتخاب شد و تا سال ۱۹۵۸ در این سمت باقی ماند. پیوس دوازدهم در اقدامی که به شدت مورد اعتراض یهودیان قرار دارد، از امضاء بیانیه نیروهای متفقین در نکوهش نسل‌کشی و یهودستیزی آلمان نازی خودداری کرد.
در سال ۲۰۰۷ میلادی، ۱۵ کاردینال و ۱۵ اسقف اعظم سریر مقدس با اکثریت آرا، رأی به آمرزش پاپ پیوس دوازدهم دادند. این اقدام در کلیسای کاتولیک جزء آخرین قدم‌ها برای اعلام فردی به عنوان «قدیس» است.
در همین حال، در موزه یَد و شِم در اورشلیم که با هدف نگهداری یاد و آثار قربانیان جنایات نازی‌ها و حفظ اسناد و آثار فاجعه نسل‌کشی یهودیان برپا شده‌است، در شرح عکسی از پاپ پیوس دوازدهم، از وی به عنوان فردی که «سکوت در برابر جنایات نازی‌ها علیه یهودیان کرده‌است»، یاد می‌شود.

## دیدگاه سریر مقدس نسبت به انکار هولوکاست
دربار سریر مقدس، انکار هولوکاست و نسل‌کشی نزدیک به شش میلیون نفر، به‌خصوص یهودیان در طی جنگ جهانی دوم به‌دست آلمان نازی را «جنایت» می‌داند.

## سفر پاپ‌های اعظم به اسرائیل

### ۱۹۶۴
اولین سفر از سوی رهبری واتیکان در سال ۱۹۶۴ میلادی و توسط پاپ پل ششم انجام شد که سفری غیر رسمی بود.

### ۲۰۰۰
در سال ۲۰۰۰ میلادی، پاپ ژان پل دوم، رهبر پیشین کاتولیک‌های جهان، در سفری رسمی، جهت زیارت سرزمین اسرائیل، به‌خصوص اماکن مقدس مسیحیان در اورشلیم به اسرائیل سفر کرد. سفر ژان پل دوم به اسرائیل، باعث ارتقای سطح روابط سریر مقدس و جامعه یهودیان جهان، به‌طور چشم‌گیری شد.

### ۲۰۰۹
پاپ بندیکت شانزدهم، رهبر کاتولیک‌های جهان، در سفری رسمی، از تاریخ ۱۱ تا ۱۵ مه ۲۰۰۹ میلادی، به اسرائیل سفر کرد و از شهرهای اورشلیم، بیت‌لحم و ناصریه دیدار کرد. دولت اسرائیل به افتخار سفر بندیکت شانزدهم، رهبر کاتولیک‌های جهان به اسرائیل، اقدام به چاپ تمبرهای یادبود سفر وی کرد. بر روی تمبرها، تصاویری از کلیسای مقبره مقدس و کلیسای مهد و دیگر کلیساهای با اهمیت اسرائیل چاپ شده‌اند.
پاپ بندیکت شانزدهم، در تاریخ ۱۱ مه ۲۰۰۹ (۲۱ اردیبهشت ۱۳۸۸) وارد شهر تل‌آویو شد و از سوی شیمعون پرس، رئیس‌جمهور و بنیامین نتانیاهو نخست‌وزیر اسرائیل، در فرودگاه بین‌المللی بن گوریون مورد استقبال قرار گرفت و سپس به وسیله بالگرد به اورشلیم منتقل شد.
در اولین روز حضور در اورشلیم، پاپ بندیکت شانزدهم، به بازدید از موزه هولوکاست پرداخت. وی خطاب به جمعی از بازماندگان واقعه نسل‌کشی یهودیان اروپا توسط رژیم آلمان نازی گفت: «از خدا می‌خواهیم که نام این قربانیان هرگز از میان نرود. از خدا می‌خواهیم که رنج آنها هرگز انکار، تحقیر یا فراموش نشود». همچنین پاپ بندیکت شانزدهم، در بنای یادبود «ید و شم»، بر سنگی که خاکستر قربانیان هولوکاست را می‌پوشاند، حلقه گل نهاد و گفت: «جان آنها از دست رفت، اما نامشان هرگز از میان نخواهد رفت». با این وجود، پاپ بندیکت شانزدهم دربارهٔ نقش کلیسای کاتولیک پیرامون نابودی یهودیان در دوران هیتلر سخنی به میان نیاورد. شرکت در مراسم یادبود قربانیان هولوکاست، حساس‌ترین بخش از سفر یک هفته‌ای پاپ در اسرائیل به‌شمار می‌رفت.
در دومین روز سفر پاپ به اسرائیل، بندیکت شانزدهم در کنار دیوار ندبه، مهم‌ترین مکان مذهبی یهودیان، دست به نیایش زد و با پیروی از سنت یهودیان، پاپ نیز کاغذ دعای خود را در دیوار ندبه نهاد. مضمون این دعا چنین بوده‌است: «خدایا، صلح را در سرزمین مقدس، در خاورمیانه و در تمامی جهان برقرار ساز». سپس پاپ بندیکت شانزدهم راهی مسجدالاقصی شد و توسط امام جماعت اورشلیم مورد استقبال قرار گرفت. پاپ بندیکت شانزدهم با تبعیت از سنت مسلمانان، کفش‌های خود را از پا در آورد، و سپس به درون مسجد قدم نهاد. وی نخستین پاپی است که تاکنون از مسجد الاقصی دیدار کرده‌است.

## پاورقی
1. 1 2   پاپ اعظم: «به عنوان یک زائر صلح به سفر منطقه می‌آیم», وزارت امور خارجه اسرائیل
2. 1 2   پاپ دعوت سفر به اسرائیل را نمی‌پذیرد، بی‌بی‌سی فارسی
3. ↑   Vatican plays down differences before pope's Israel trip, USA TODAY
4. 1 2 3   پاپ به زودی راهی خاورمیانه می‌شود, بی‌بی‌سی فارسی
5. ↑   پاپ به خاورمیانه سفر خواهد کرد، دویچه وله فارسی
6. ↑  Israel launches special stamp series in honor of Pope's visit بایگانی‌شده  در ۳۰ آوریل ۲۰۰۹ توسط Wayback Machine, Haaretz
7. ↑   پاپ وارد اسرائیل شد، بی‌بی‌سی فارسی
8. 1 2   پاپ انکار هولوکاست را محکوم کرد، بی‌بی‌سی فارسی
9. 1 2   انتقاد به سخنان پاپ در اسرائیل، دویچه وله فارسی
10. ↑   Pope visits Jerusalem's holy sites, Yedioth Ahronoth